# Twice (singel)
„Twice” to piosenka soulowa stworzona na ósmy album studyjny amerykańskiej piosenkarki Christiny Aguilery Liberation (2018). Napisany i wyprodukowany przez Kirby Lauryen, utwór wydany został na singlu promocyjnym 11 maja 2018 roku.
Nagranie zostało pozytywnie ocenione przez krytyków muzycznych.

## Informacje o utworze

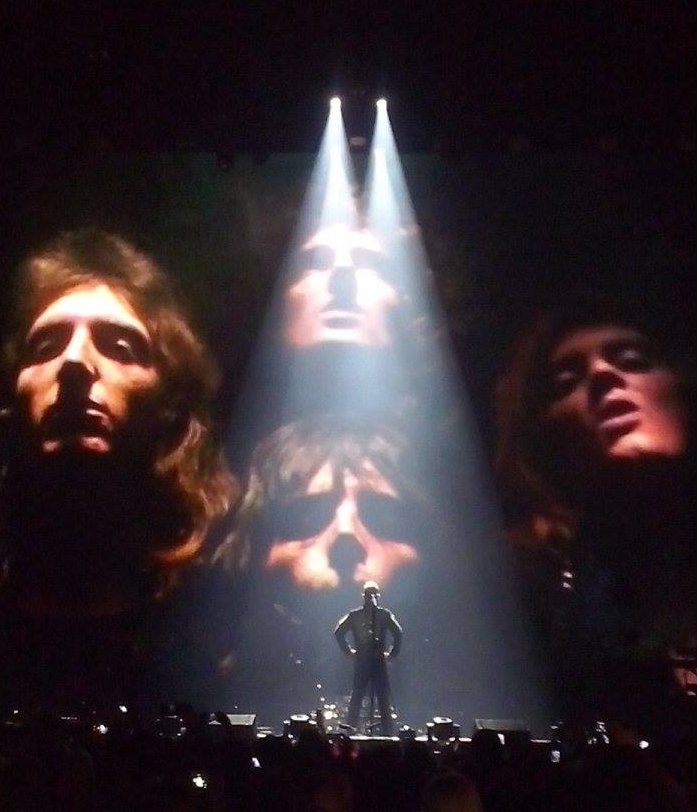
Intro nagrania porównano do inwokacji z ballady rockowej „Bohemian Rhapsody”.

„Twice” to powolna, soulowa ballada, nagrana przy akompaniamencie fortepianu. Jej autorką oraz producentką jest Kirby Lauryen, która pracowała też nad singlowym utworem „Accelerate”. Funkcję koproducencką objęła Sandy Chila. Według krytyka muzycznego Jona Parelesa, instrumentalnie bliski jest „Twice” kompozycjom z gatunku gospel. Produkcja nagrania jest minimalistyczna, a jego intro, wykonywane przez wokalistkę w stylu a cappella, przypomina inwokację z ballady rockowej zespołu Queen, „Bohemian Rhapsody”. Aguilera uznała „Twice” za piosenkę surowo zaśpiewaną, emocjonalną, o uduchowionym tonie. Wyjawiła, że tematyką ballady są „wewnętrzne zgrzyty” oraz „dualizm”. Nagranie ma refleksyjny charakter; wykonawczyni opowiada w nim o swoim życiu miłosnym, o uczuciu, które niemal ją zniszczyło. W jednej ze zwrotek śpiewa: „Jestem w niebie czy może w piekle? Nie potrafię znaleźć dowodu, ani wybawienia.” W refrenie padają kontemplacyjne zwroty: „Czasem zastanawiam się, jakie znaczenie ma moje życie; poznałam cenę miłości, ale postradałam rozum. Odpuszczę im swoje winy i racje też. Wszystko to zrobię ponownie i nawet nie zastanowię się dwa razy.” Tematami tekstu utworu są finalizacja związku uczuciowego, rozliczenie z przeszłością oraz trud codzienności. Podmiot liryczny stawia przed sobą kolejne pytania, licząc, że w ten sposób pozbędzie się wewnętrznego niepokoju.
Albert Nowicki pisał: „To nagranie o szukaniu sensu w beznadziei, gojeniu ran i prawdziwej cenie miłości. Nie tej, o której śpiewa Britney czy Carly Rae Jepsen. Tej, która zbyt często pozostaje w komitywie z melancholią.” Pareles wnioskował, że utwór stanowi medytację nad grzechem, odpuszczeniem i odkupieniem winy. Jeff Benjamin natomiast sugerował, że piosenka ma formę „listu miłosnego, skierowanego do Hollywood”, i pokazuje, w jaki sposób Aguilera „próbuje zaakceptować mroczną stronę branży muzycznej”. Dziennikarz muzyczny Sebastian Mucha stwierdził, że „Twice” przypomina kompozycje z albumów Stripped (2002) i Back to Basics (2006) Aguilery, które utrzymane były w stylistyce soul/urban contemporary.

## Wydanie singla
9 maja 2018 roku Jordan Miller poinformował na łamach witryny Breathe Heavy, że drugim, po „Accelerate”, singlem promującym album Liberation będzie ballada „Twice”. W osobnym artykule dziennikarz sugerował, że utwór wydano na singlu zaledwie tydzień po „Accelerate”, bo poprzednia piosenka „nie przemówiła do masowego odbiorcy”. Nazajutrz, 10 maja, Aguilera udostępniła fragment nagrania na swoim profilu w serwisie Twitter. 11 maja singel opublikowany został w systemie digital download oraz w serwisach streamingowych, między innymi na Spotify i Google Play. Jeszcze tego samego dnia wydawnictwo zajęło pozycje w Top 10 jedenastu ogólnoświatowych notowań iTunes Charts, badających sprzedaż cyfrową. „Twice” wydano w charakterze singla promocyjnego. Wytwórnia RCA Records nie wysłała piosenki do radiofonii.
Singel objął miejsce trzydzieste pierwsze w hiszpańskim notowaniu Physical/Digital Singles Chart, sporządzonym przez PROMUSICAE. W Australii wszedł na listę najlepiej sprzedających się wydawnictw cyfrowych według ARIA Charts, 20 maja 2018 zajmując pozycję trzydziestą piątą. W zestawieniu Digital Songs amerykańskiego magazynu Billboard uplasował się na miejscu czterdziestym drugim. Utwór debiutował też na listach przebojów we Francji, na niższych pozycjach notowań Top 100 Singles i Top Singles Téléchargés.

## Opinie

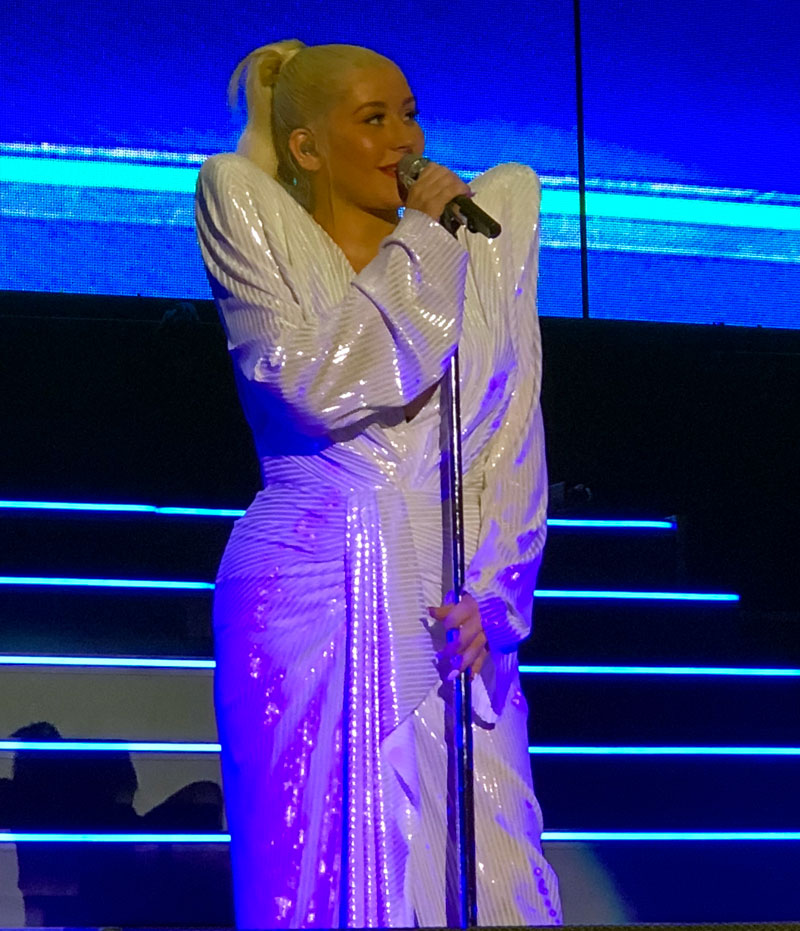
Aguilera śpiewająca „Twice” podczas trasy koncertowej The Liberation Tour.

Serwis Koncertomania sklasyfikował „Twice” jako jedną z dziesięciu najlepszych piosenek w dorobku Aguilery.

### Recenzje
Nagranie spotkało się z pozytywnym odbiorem wśród krytyków. W recenzji dla magazynu Entertainment Weekly Joey Nolfi opisał „Twice” jako „wspaniałą, choć ponurą piosenkę fortepianową”. Wokale Aguilery podsumował jako „strzeliste”. Według Lucasa Villi (axs.com), utwór „w piękny sposób przypomina, że Aguilera potrafi śpiewać o złamanym sercu jak żadna inna artystka”. Dziennikarz muzyczny Jordan Miller, piszący na łamach strony breatheheavy.com, uznał „Twice” za „balladę, którą Aguilera obnaża swoją duszę”. Camille Heimbrod, związana z serwisem musictimes.com, stwierdziła, że piosenka zaśpiewana została w typowym dla Aguilery, niskim tonie; głos artystki określiła jako „namiętny”. Zuzanna Rubaszewska (allaboutmusic.pl) określiła „Twice” jako nagranie „piękne i poruszające”, imponująco zaśpiewane. „Przepis jest prosty: dobry tekst, fortepianowa melodia i oczywiście genialny wokal” − kwitowała swoją recenzję Rubaszewska. Zdaniem Jill O'Rourke (aplus.com), utwór ma „potężną moc”, a pod względem przekazu emocjonalnego przypomina przebój Aguilery „Beautiful” (2002). Omówienie opublikowane na witrynie WLKM.pl również było pozytywne: koncepcję piosenki uznano za „przemyślaną”. Albert Nowicki wierzył, że inwokacja, która rozpoczyna balladę, jest „epicka”. W recenzji albumu Liberation, która ukazała się na łamach amerykańskiego dziennika Newsday, pisano: „Aguilera całkiem dobrze radzi sobie z kawałkiem 'Accelerate' (poprzednim singlem promującym płytę − przyp.), ale prawdziwy komfort odnajduje w intymnej balladzie 'Twice'.” W opinii Ilany Kaplan, piszącej dla magazynu The Independent, „Twice” to delikatne nagranie, którym Aguilera „błyszczy”. Według Michaela Pilza (Die Welt), utwór jest „wart nagród”. Jon Pareles z czasopisma The New York Times chwalił „Twice” za melancholijny ton. Maja Danilenko (soulbowl.pl) uznała: „'Twice' to melodyjna ballada opleciona harmoniami wokalnymi, jakich nie powstydziliby się Fleetwood Mac. Aguilera też się nie wstydzi; oszczędny fortepian kontrastuje z siłą jej głosu, która w 'Twice' ujawnia się w skali, jakiej już dawno nie słyszeliśmy.” W omówieniu Liberation dla serwisu Idolator Mike Nied twierdził, że jest to najlepiej napisana i najdojrzalsza piosenka na płycie.
W serwisie Koncertomania utwór opisano jako „skromną, oszczędną, tradycyjną balladę; taką, w której najważniejszy jest niezmiennie wspaniały wokal (Aguilery − przyp.)”.

## Wizualizacja
Singel nie był promowany teledyskiem, a przy pomocy muzycznej wizualizacji, powstałej przy współpracy Aguilery i członków jej załogi. Klip miał swoją premierę internetową 11 maja 2018 roku i ukazał się w podzięce za wsparcie fanów. Widać w nim wokalistkę, zanurzającą się pod wodą, a także ujęcia roślin i natury.

## Promocja i wykonania koncertowe
31 maja 2018 w Los Angeles odbył się listening party, organizowany przez Pandorę, na którym zgromadzeni dziennikarze i fani Aguilery mogli posłuchać kolejnych piosenek z albumu Liberation (wówczas czekającego na premierę). Na spotkaniu obecna była sama artystka, która opowiadała o poszczególnych utworach. Jednym z nich był „Twice”. 9 czerwca Aguilera zaśpiewała piosenkę przed publicznością obecną na koncercie charytatywnym GenentechGivesBack, w San Francisco. 9 września artystka gościła na koncercie zorganizowanym w ramach New York Fashion Week. Gdy pojawiła się na scenie, wykonała singlowy utwór „Fall in Line”. Nim to nastąpiło, drag queen Sasha Velour lip-syncowała balladę „Twice”.
Piosenka śpiewana była w ramach trasy koncertowej The Liberation Tour (2018). Od maja do października 2019 była wykonywana podczas rezydentury The Xperience, odbywającej się w Las Vegas; wpisano ją też na setlistę europejskiego tournée The X Tour (2019).

## Nagrody i wyróżnienia
| Rok  | Ceremonia   | Nagroda                                 | Rezultat |
| ---- | ----------- | --------------------------------------- | -------- |
| 2018 | AMFT Awards | najlepsze wykonanie solowe – muzyka pop | Wygrana  |

## Lista utworów singla
Digital download
1. „Twice” − 4:02[22]

## Twórcy
Informacje za RCA Records:
- Główne wokale: Christina Aguilera
- Producent: Kirby Lauryen
- Koproducent: Sandy Chila
- Inżynier dźwięku (wokale): Oscar Ramirez

## Pozycje na listach przebojów
| Kraj/region       | Notowanie (2018)               | Wydawca           | Najwyższa pozycja |
| ----------------- | ------------------------------ | ----------------- | ----------------- |
| Australia         | Digital Tracks Chart           | ARIA Charts       | 35                |
| Chiny             | Airplay Chart                  | Soundcharts       | 145               |
| Filipiny          | Top 30 Singles                 | Music Weekly Asia | 28                |
| Francja           | Top 100 Singles                | SNEP              | 169               |
| Francja           | Top Singles Téléchargés        | SNEP              | 164               |
| Hiszpania         | Physical/Digital Singles Chart | PROMUSICAE        | 31                |
| Indonezja         | Top Digital Songs              | LIMA              | 1                 |
| Maroko            | Top 100 Singles                | IFPI              | 76                |
| Stany Zjednoczone | Digital Songs                  | Billboard         | 42                |

## Historia wydania
| Region | Data         | Format                      | Wytwórnia   |
| ------ | ------------ | --------------------------- | ----------- |
| Świat  | 11 maja 2018 | digital download, streaming | RCA Records |

## Informacje dodatkowe
- Cover piosenki nagrany został przez artystkę muzyczną Kimberly Fransens[59].